# رجل الذئب الغاياني
رجل الذئب الغاياني (الاسم العلمي:Lycopodium gayanum) هو نوع من النباتات يتبع جنس رجل الذئب من فصيلة الرجل الذئبية.